# 633 (szám)
A 633 (római számmal: DCXXXIII) egy természetes szám, félprím, a 3 és a 211 szorzata.

## A szám a matematikában
A tízes számrendszerbeli 633-as a kettes számrendszerben 1001111001, a nyolcas számrendszerben 1171, a tizenhatos számrendszerben 279 alakban írható fel.
A 633 páratlan szám, összetett szám, azon belül félprím, kanonikus alakban a 31 · 2111 szorzattal, normálalakban a 6,33 · 102 szorzattal írható fel. Négy osztója van a természetes számok halmazán, ezek növekvő sorrendben: 1, 3, 211 és 633.
9 gyufa segítségével éppen 633 különböző (nem izomorf) gyufaszálgráfot lehet összeállítani (A066951 sorozat az OEIS-ben).
A 633 négyzete 400 689, köbe 253 636 137, négyzetgyöke 25,15949, köbgyöke 8,58620, reciproka 0,0015798. A 633 egység sugarú kör kerülete 3977,25630 egység, területe 1 258 801,619 területegység; a 633 egység sugarú gömb térfogata 1 062 428 566,2 térfogategység.